# Tổng tuyển cử Myanmar 2020
Tổng tuyển cử được tổ chức tại Myanmar vào ngày 8 tháng 11 năm 2020 để bầu các nghị sĩ dân cử của Viện Dân tộc và Viện Nhân dân của Quốc hội Liên bang Myanmar cùng với nghị viện của các bang và vùng của Myanmar. Một số dân tộc thiểu số của một số bang và vùng cũng bầu các đại diện dân tộc vào nghị viện bang và vùng vào cùng ngày. Tổng cộng có 1.171 ghế ở cấp quốc gia, bang và vùng được tranh cử. Việc bỏ phiếu được tiến hành ở tất cả các thị trấn, bao gồm các khu tự trị và thậm chí những khu vực có xung đột.
Ngày 1 tháng 2 năm 2021, Tatmadaw vô căn cứ bác bỏ kết quả bầu cử và tiến hành đảo chính phế truất Cố vấn nhà nước Aung San Suu Kyi và Tổng thống Win Myint. Phó Tổng thống Myint Swe, một người thân quân đội, giữ Quyền Tổng thống và chuyển giao quyền lực cho Tổng tư lệnh Dịch vụ Phòng vệ Min Aung Hlaing theo các điều khoản hiến pháp về tình trạng khẩn cấp. Sau đó, quân đội hủy bỏ kết quả bầu cử và cam kết sẽ tổ chức tổng tuyển cử mới vào năm 2023. Tuy nhiên, quân đội đã kéo dài tình trạng khẩn cấp và trì hoãn cuộc tổng tuyển cử.

## Bối cảnh
Trong phần lớn lịch sử độc lập, Myanmar chịu sự cai trị của một chế độ độc tài toàn trị hoặc một chính phủ quân quản. Cuộc tổng tuyển cử năm 1990 là cuộc bầu cử dân chủ đầu tiên của Myanmar nhưng bị quân đội hủy bỏ. Trong cuộc tổng tuyển cử năm 2015, Liên minh Quốc gia vì Dân chủ dưới sự lãnh đạo của Aung San Suu Kyi giành được 255 ghế trong Viện Nhân dân và 135 ghế trong Viện Dân tộc, đạt đủ hai phần ba số phiếu cần thiết trong đại cử tri đoàn để bầu ứng cử viên của mình làm tổng thống và phó tổng thống thứ hai. Mặc dù không được giữ chức vụ tổng thống theo quy định của hiến pháp, nhưng Aung San Suu Kyi được bổ nhiệm làm cố vấn nhà nước, một chức vụ tương đương thủ tướng.
Cuộc tổng tuyển cử diễn ra trong thời kỳ đại dịch COVID-19 trước bối cảnh chính phủ bị chỉ trích về xung đột Rohingya và cuộc đàn áp người Rohingya. Ngoài ra, chính phủ cũng bị chỉ trích vì hạn chế quyền tự do báo chí và không giải quyết được các vấn đề kinh tế, gây nghi ngờ về cam kết cải cách được đưa ra trong chiến dịch tranh cử.

### Xung đột Rohingya
Từ khi thắng cử vào năm 2015, Aung San Suu Kyi và Liên minh Quốc gia vì Dân chủ đã bị truyền thông và các tổ chức quốc tế bao gồm Liên Hợp Quốc, Tòa án Hình sự Quốc tế và Ân xá Quốc tế chỉ trích vì không ngăn chặn cuộc đàn áp người Rohingya, một dân tộc thiểu số chủ yếu theo Hồi giáo ở Rakhine. Quân đội được cho là chi phối khu vực và đã bị cáo buộc là phạm tội ác chống lại loài người và diệt chủng. Trong cuộc xung đột, hơn 25.000 người đã thiệt mạng, hàng chục nghìn người khác bị thương hoặc phải chịu bạo lực tình dục và hơn 725.000 người đã phải rời khỏi Myanmar, chủ yếu là đến Bangladesh. Hoạt động truyền thông trong tỉnh bị chính quyền hạn chế, kiểm duyệt gắt gao. Hiện tại, chính phủ Myanmar từ chối cấp quốc tịch cho người Rohingya với lý do họ là người nhập cư bất hợp pháp từ Bangladesh, mặc dù có bằng chứng cho thấy người Rohingya đã sinh sống ở khu vực này trong nhiều thế kỷ. Trong trường hợp hiếm hoi mà một người Rohingya có quốc tịch, chính phủ thường xuyên từ chối công nhận giấy tờ của họ.

### Vấn đề kinh tế
Quỹ Tiền tệ Quốc tế lưu ý những vấn đề sau đây về tình hình kinh tế của Myanmar:
- Xuất khẩu, kiều hối và lượng du khách giảm mạnh về do đại dịch COVID-19. Hoạt động kinh tế trong nước bị hạn chế do các biện pháp kiểm soát dịch bệnh. Ngoài ra, gần bốn trong số năm người lao động ở Myanmar làm việc trong khu vực phi chính thức, không được tiếp cận với mạng lưới an sinh xã hội để ứng phó với mọi hậu quả kinh tế.
- Khí đốt tự nhiên chiếm 40% kim ngạch xuất khẩu và 20% thu ngân sách nhà nước trong năm tài chính 2018/19. Do giá giảm vào năm 2020, tài khoản hiện tại và vị thế tài chính của Myanmar trở nên khó khăn hơn.
- Đồng kyat tăng giá trái ngược với xu hướng trong khu vực do thâm hụt thương mại của Myanmar thu hẹp. Tuy nhiên, xu hướng này hiện bắt đầu giảm bớt và có thể tiếp tục khi nhập khẩu tăng và nền kinh tế được dự báo sẽ phục hồi. Đồng thời, dự trữ ngoại hối của Myanmar vẫn còn thấp mặc dù chính phủ đã can thiệp thị trường ngoại hối từ cuối năm ngoái.

### Đại dịch COVID-19
Tính đến đầu tháng 7 năm 2020, Myanmar chỉ ghi nhận 300 ca nhiễm COVID-19 trên toàn quốc. Tuy nhiên, chính phủ có khả năng, nguồn lực xét nghiệm hạn chế nên số ca nhiễm thực sự vẫn chưa được xác định. Chính phủ thực hiện các biện pháp ngăn chặn nghiêm ngặt ngay từ đầu, bao gồm hạn chế đi lại, đóng cửa biên giới đất liền và cấm tụ tập đông người. Tháng 11 năm 2020, số ca nhiễm được ghi nhận đã tăng vọt lên hơn 50.000 người.

### Sửa đổi hiến pháp
Tháng 1 năm 2019, Liên minh Quốc gia vì Dân chủ đề xuất sửa đổi hiến pháp, nhưng thất bại vì sửa đổi hiến pháp phải được ít nhất ba phần tư số nghị sĩ Quốc hội Liên bang tán thành mà một phần tư số nghị sĩ là do quân đội bổ nhiệm, trong khi Đảng Đoàn kết và Phát triển Liên bang, một đảng thân quân đội, cũng như những đảng nhỏ khác cũng không đồng ý ủng hộ sửa đổi hiến pháp.

## Hệ thống đầu phiếu
Việc bầu cử được tiến hành theo hệ thống đầu phiếu đa số tương đối, trong đó ứng cử viên nào nhận được nhiều phiếu bầu nhất ở thì trúng cử. Ứng cử viên phải là công dân Myanmar. Hiến pháp Myanmar năm 2008 quy định một phần tư số ghế ở cả hai viện Quốc hội Liên bang và một phần ba số ghế ở các nghị viện bang và vùng là do quân đội bổ nhiệm. Ngoài ra, các bộ trưởng nội vụ, biên phòng và quốc phòng cũng do quân đội bổ nhiệm. Các nghị sĩ khóa mới họp thành Đại cử tri đoàn tổng thống để bầu ra tổng thống và hai phó tổng thống. Đại cử tri đoàn gồm các nghị sĩ từ ba ủy ban: hai ủy ban gồm các nghị sĩ dân cử từ mỗi viện của Quốc hội Liên bang, một ủy ban gồm các nghị sĩ do quân đội bổ nhiệm. Mỗi ủy ban đề xuất một ứng cử viên tổng thống. Ứng cử viên nhận được nhiều phiếu bầu nhất thì trúng cử tổng thống, người nhận được nhiều phiếu bầu thứ hai thì trúng cử phó tổng thống thứ nhất và ứng cử viên còn lại thì trúng cử phó tổng thống thứ hai. Người nào kết hôn với người nước ngoài hoặc có con không có quốc tịch Myanmar thì không được giữ chức vụ tổng thống hoặc phó tổng thống. Các nghị sĩ khóa mới dự kiến nhậm chức vào tháng 3 năm 2021.

## Tổ chức
Tháng 10 năm 2020, Tổ chức Theo dõi Nhân quyền công bố một báo cáo chỉ trích cuộc tổng tuyển cử là "có thiếu sót cơ bản" vì quân đội được dành riêng một phần tư số ghế. Báo cáo ghi nhận việc Liên minh Quốc gia vì Dân chủ được dùng phương tiện truyền thông nhà nước để vận động tranh cử, trong khi các đảng đối lập được dành ít thời gian hơn trên truyền thông nhà nước. Một số tài liệu vận động tranh cử của phe đối lập được phát trên phương tiện truyền thông nhà nước bị ủy ban bầu cử do Liên minh Quốc gia vì Dân chủ kiểm soát kiểm duyệt. Những người không có giấy tờ quốc tịch không được bỏ phiếu, đặc biệt ảnh hưởng đến cộng đồng người Rohingya, người gốc Ấn Độ và người gốc Hoa. Các thị trấn ở khu vực xung đột không truy cập được Internet trong nhiều tháng trước cuộc tổng tuyển cử.
Cuộc tổng tuyển cử năm 2020 có sự theo dõi của các quan sát viên bầu cử trong nước và quốc tế. Ủy ban bầu cử liên bang công nhận tổng cộng 7.232 quan sát viên của 13 tổ chức trong nước ở cấp liên bang và 985 quan sát viên của 23 tổ chức ở cấp bang và vùng. Tổng cộng có 61 quan sát viên quốc tế, 182 quan sát viên ngoại giao từ Mạng lưới bầu cử tự do châu Á, Trung tâm Carter, Liên minh châu Âu và chính phủ Nhật Bản và 53 nhân viên từ Quỹ hệ thống đầu phiếu quốc tế và Viện nghiên cứu dân chủ và hỗ trợ bầu cử quốc tế.
Một liên minh gồm 12 tổ chức quan sát viên bầu cử trong nước công nhận kết quả bầu cử là đáng tin cậy, phản ánh nguyện vọng của cử tri nhưng cũng lưu ý những điểm yếu trong khuôn khổ pháp lý bầu cử, bao gồm Hiến pháp Myanmar năm 2008, và chỉ ra một số bất cập trong việc tổ chức bầu cử trước bối cảnh đại dịch COVID-19.
Trung tâm Carter cử 43 quan sát viên đến 234 điểm bỏ phiếu tại 10 trong số 14 bang và vùng của Myanmar và không phát hiện sai phạm lớn trong việc tổ chức bầu cử.  Trung tâm Carter ghi nhận nỗ lực của Ủy ban bầu cử liên bang nhằm cập nhật danh sách cử tri, đào tạo cán bộ bầu cử và điều chỉnh thủ tục bỏ phiếu cho cử tri cao tuổi trong đại dịch COVID-19. Tuy nhiên, Trung tâm Carter cũng lưu ý rằng Ủy ban bầu cử liên bang không kịp thời cung cấp quyền truy cập vào dữ liệu bầu cử và việc hoãn, hủy bỏ bầu cử tại một số địa điểm khiến 1,4 triệu cử tri không được bỏ phiếu, làm cho 24 ghế bị bỏ trống.

## Kết quả

### Viện Dân tộc

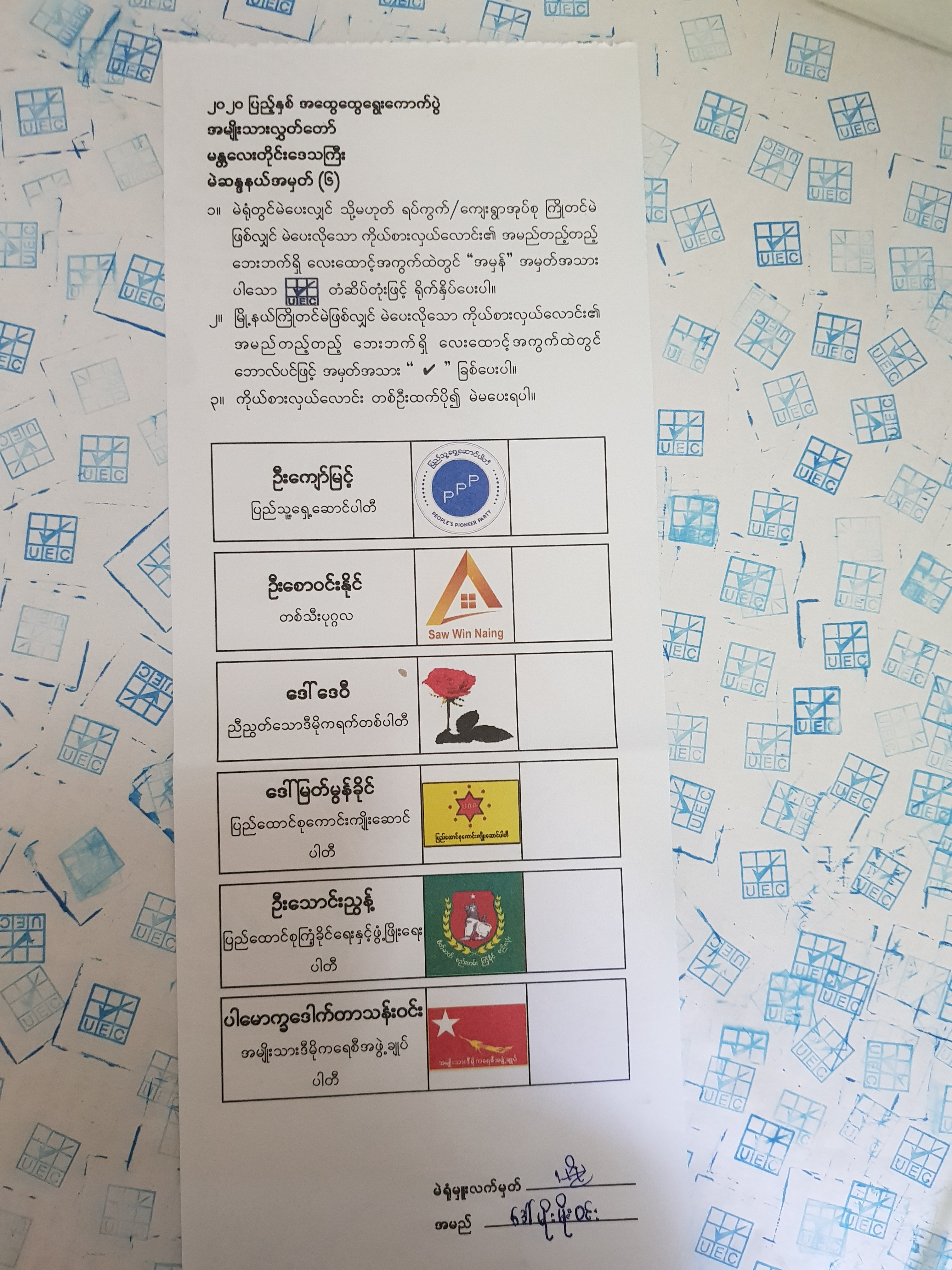
Phiếu bầu cử 2020

| Đảng                                          | Đảng                                  | Ghế | +/– |
| --------------------------------------------- | ------------------------------------- | --- | --- |
|                                               | Liên minh Quốc gia vì Dân chủ         | 138 | +3  |
|                                               | Đảng Đoàn kết và Phát triển Liên bang | 7   | –4  |
|                                               | Đảng Dân tộc Arakan                   | 4   | –6  |
|                                               | Đảng Đoàn kết Mon                     | 3   | +3  |
|                                               | Đảng Dân chủ Bang Kayah               | 3   | +3  |
|                                               | Liên minh Dân chủ Dân tộc Shan        | 2   | –1  |
|                                               | Đảng Dân tộc Ta'ang                   | 2   | 0   |
|                                               | Tổ chức Dân tộc Pa-O                  | 1   | 0   |
|                                               | Đảng Dân chủ Mới                      | 1   | +1  |
|                                               | Đảng Đoàn kết Dân tộc                 | 0   | –1  |
|                                               | Zomi Congress for Democracy           | 0   | –2  |
|                                               | Không đảng phái                       | 0   | –2  |
| Không được tổ chức vì xung đột                | Không được tổ chức vì xung đột        | 7   | –   |
| Quân nhân do quân đội bổ nhiệm                | Quân nhân do quân đội bổ nhiệm        | 56  | 0   |
| Tổng cộng                                     | Tổng cộng                             | 224 | 0   |
|                                               |                                       |     |     |
| Nguồn: The Irrawaddy, Ủy ban bầu cử liên bang |                                       |     |     |

| Bang/Vùng  | Liên minh Quốc gia vì Dân chủ | Đảng Đoàn kết và Phát triển Liên bang | Khác | Tổng cộng |
| ---------- | ----------------------------- | ------------------------------------- | ---- | --------- |
| Bang       |                               |                                       |      |           |
| Chin       | 12                            |                                       |      | 12        |
| Kachin     | 10                            | 1                                     | 1    | 12        |
| Kayah      | 7                             | 2                                     | 3    | 12        |
| Kayin      | 11                            | 1                                     |      | 12        |
| Mon        | 9                             |                                       | 3    | 12        |
| Rakhine    | 1                             |                                       | 4    | 5         |
| Shan       | 4                             | 3                                     | 5    | 12        |
| Vùng       |                               |                                       |      |           |
| Ayeyarwady | 12                            |                                       |      | 12        |
| Bago       | 12                            |                                       |      | 12        |
| Magway     | 12                            |                                       |      | 12        |
| Mandalay   | 12                            |                                       |      | 12        |
| Sagaing    | 12                            |                                       |      | 12        |
| Taninthayi | 12                            |                                       |      | 12        |
| Yangon     | 12                            |                                       |      | 12        |
| Tổng cộng  | 138                           | 7                                     | 16   | 161       |

### Viện Nhân dân
| Đảng                           | Đảng                                  | Ghế | +/– |
| ------------------------------ | ------------------------------------- | --- | --- |
|                                | Liên minh Quốc gia vì Dân chủ         | 258 | +3  |
|                                | Đảng Đoàn kết và Phát triển Liên bang | 26  | –4  |
|                                | Liên minh Dân chủ Dân tộc Shan        | 13  | +1  |
|                                | Đảng Dân tộc Arakan                   | 4   | –8  |
|                                | Đảng Dân tộc Ta'ang                   | 3   | 0   |
|                                | Tổ chức Dân tộc Pa-O                  | 3   | 0   |
|                                | Đảng Đoàn kết Mon                     | 2   | +2  |
|                                | Đảng Dân chủ Bang Kayah               | 2   | +2  |
|                                | Đảng Nhân dân Bang Kachin             | 1   | 0   |
|                                | Đảng Mặt trận Arakan                  | 1   | +1  |
|                                | Đảng Dân tộc Wa                       | 1   | 0   |
|                                | Zomi Congress for Democracy           | 1   | –1  |
|                                | Đảng Dân chủ và Đoàn kết Kokang       | 0   | –1  |
|                                | Đảng Phát triển Dân tộc Lisu          | 0   | –2  |
|                                | Đảng Dân chủ Wa                       | 0   | –1  |
|                                | Không đảng phái                       | 0   | –1  |
| Không được tổ chức vì xung đột | Không được tổ chức vì xung đột        | 15  | –   |
| Quân nhân do quân đội bổ nhiệm | Quân nhân do quân đội bổ nhiệm        | 110 | 0   |
| Tổng cộng                      | Tổng cộng                             | 440 | 0   |
|                                |                                       |     |     |
| Nguồn: Ủy ban bầu cử liên bang |                                       |     |     |

| Bang/Vùng  | Liên minh Quốc gia vì Dân chủ | Đảng Đoàn kết và Phát triển Liên bang | Khác | Tổng cộng |
| ---------- | ----------------------------- | ------------------------------------- | ---- | --------- |
| Bang       |                               |                                       |      |           |
| Chin       | 8                             |                                       | 1    | 9         |
| Kachin     | 13                            | 4                                     | 1    | 18        |
| Kayah      | 4                             | 1                                     | 2    | 7         |
| Kayin      | 6                             | 1                                     |      | 7         |
| Mon        | 8                             | 2                                     |      | 10        |
| Rakhine    | 2                             | 1                                     | 5    | 8         |
| Shan       | 18                            | 16                                    | 15   | 49        |
| Vùng       |                               |                                       |      |           |
| Ayeyarwady | 26                            |                                       |      | 26        |
| Bago       | 28                            |                                       |      | 28        |
| Magway     | 25                            |                                       |      | 25        |
| Mandalay   | 35                            | 1                                     |      | 36        |
| Sagaing    | 36                            | 1                                     |      | 37        |
| Taninthayi | 10                            |                                       |      | 10        |
| Yangon     | 44                            | 1                                     |      | 45        |
| Tổng cộng  | 258                           | 26                                    | 31   | 315       |

### Nghị viện bang và vùng
| Đảng                           | Đảng                                  | Ghế | +/– |
| ------------------------------ | ------------------------------------- | --- | --- |
|                                | Liên minh Quốc gia vì Dân chủ         | 501 | +25 |
|                                | Đảng Đoàn kết và Phát triển Liên bang | 38  | –35 |
|                                | Liên minh Dân chủ Dân tộc Shan        | 27  | +2  |
|                                | Đảng Dân tộc Arakan                   | 7   | –15 |
|                                | Đảng Dân tộc Ta'ang                   | 7   | 0   |
|                                | Tổ chức Dân tộc Pa-O                  | 7   | +1  |
|                                | Đảng Đoàn kết Mon                     | 6   | +6  |
|                                | Đảng Dân chủ Bang Kayah               | 3   | +3  |
|                                | Đảng Nhân dân Bang Kachin             | 3   | 0   |
|                                | Đảng Mặt trận Arakan                  | 2   | +2  |
|                                | Đảng Đoàn kết Dân tộc Wa              | 2   | +1  |
|                                | Liên minh Dân chủ Dân tộc Chin        | 1   | +1  |
|                                | Đảng Dân chủ Kachin                   | 1   | +1  |
|                                | Đảng Phát triển Dân tộc Lahu          | 1   | 0   |
|                                | Đảng Phát triển Dân tộc Lisu          | 1   | –1  |
|                                | Đảng Nhân dân Kayin                   | 1   | 0   |
|                                | Đảng Dân chủ Dân tộc Shan             | 1   | 0   |
|                                | Zomi Congress for Democracy           | 1   | –1  |
|                                | Đảng Dân chủ                          | 0   | –1  |
|                                | Đảng Dân chủ và Đoàn kết Kokang       | 0   | –1  |
|                                | Đảng Phát triển Dân tộc Tai-Leng      | 0   | –1  |
|                                | Không đảng phái                       | 2   | +1  |
| Không được tổ chức vì xung đột | Không được tổ chức vì xung đột        | 48  | –   |
| Quân nhân do quân đội bổ nhiệm | Quân nhân do quân đội bổ nhiệm        | 220 | 0   |
| Tổng cộng                      | Tổng cộng                             | 880 | 0   |
|                                |                                       |     |     |
| Nguồn: Ủy ban bầu cử liên bang |                                       |     |     |

| Bang/Vùng  | Liên minh Quốc gia vì Dân chủ | Đảng Đoàn kết và Phát triển Liên bang | Khác | Tổng cộng |
| ---------- | ----------------------------- | ------------------------------------- | ---- | --------- |
| Bang       |                               |                                       |      |           |
| Chin       | 16                            |                                       | 2    | 18        |
| Kachin     | 28                            | 4                                     | 8    | 40        |
| Kayah      | 9                             | 3                                     | 3    | 15        |
| Kayin      | 13                            | 2                                     | 2    | 17        |
| Mon        | 17                            |                                       | 6    | 23        |
| Rakhine    | 5                             | 1                                     | 9    | 15        |
| Shan       | 33                            | 24                                    | 48   | 105       |
| Vùng       |                               |                                       |      |           |
| Ayeyarwady | 54                            |                                       |      | 54        |
| Bago       | 57                            |                                       |      | 57        |
| Magway     | 51                            |                                       |      | 51        |
| Mandalay   | 57                            |                                       |      | 57        |
| Sagaing    | 74                            | 2                                     |      | 76        |
| Taninthayi | 21                            |                                       |      | 21        |
| Yangon     | 89                            | 2                                     | 1    | 92        |
| Tổng cộng  | 501                           | 38                                    | 73   | 612       |

#### Đại diện dân tộc
| Đảng                           | Đảng                          | Ghế | +/– |
| ------------------------------ | ----------------------------- | --- | --- |
|                                | Liên minh Quốc gia vì Dân chủ | 23  | +2  |
|                                | Đảng Đoàn kết Mon             | 1   | +1  |
|                                | Đảng Dân tộc Kayan            | 1   | +1  |
|                                | Đảng Phát triển Dân tộc Lahu  | 1   | 0   |
|                                | Đảng Phát triển Dân tộc Lisu  | 1   | 0   |
|                                | Không đảng phái               | 2   | +1  |
| Tổng cộng                      | Tổng cộng                     | 29  | 0   |
|                                |                               |     |     |
| Nguồn: Ủy ban bầu cử liên bang |                               |     |     |

## Kết cục

### Đảo chính
Cuộc đảo chính Myanmar năm 2021 bắt đầu vào rạng sáng ngày 1 tháng 2 năm 2021, khi các thành viên đảng cầm quyền được bầu lên một cách dân chủ (do dân cử), tức đảng Liên minh Quốc gia vì Dân chủ (NLD), bị Tatmadaw—Quân đội Myanmar—phế truất và trao lại quyền lực cho chính quyền quân phiệt (chính quyền có quân đội cai trị). Quyền Tổng thống Myint Swe ban bố tình trạng khẩn cấp kéo dài một năm và tuyên bố quyền lãnh đạo đất nước thuộc về Tổng tư lệnh Dịch vụ Phòng vệ Min Aung Hlaing. Chính quyền mới tuyên bố kết quả của tổng tuyển cử tháng 11 năm 2020 là không hợp lệ và tuyên bố ý định tổ chức một cuộc bầu cử mới khi tình trạng khẩn cấp kết thúc. Cuộc đảo chính xảy ra một ngày trước khi Nghị viện Myanmar sẽ tuyên thệ các chính khách được bầu lên trong cuộc bầu cử 2020, khiến cho quá trình này không thể diễn ra. Tổng thống Win Myint, Cố vấn nhà nước Aung San Suu Kyi và các thành viên nội các, các nhân viên cấp cấp dưới của họ và các thành viên nghị viện đã bị bắt giữ.
Vào ngày 3 tháng Hai năm 2021, Win Myint bị buộc tội vi phạm các quy định chiến dịch bầu cử và các quy định về đại dịch COVID-19 theo mục 25 của Định luật Quản lý Thiên tai. Aung San Suu Kyi bị buộc tội vi phạm luật khẩn cấp COVID-19 và nhập khẩu, sử dụng trái phép các thiết bị radio và liên lạc, cụ thể là sáu thiết bị ICOM từ đội an ninh của bà và một bộ đàm; những thiết bị này bị hạn chế ở Myanmar và cần được các cơ quan liên quan đến quân đội cho phép trước khi tàng trữ. Cả hai đều bị giam giữ trong hai tuần. Aung San Suu Kyi nhận thêm một cáo buộc hình sự vì vi phạm Đạo luật Thảm họa Quốc gia vào ngày 16 tháng Hai, thêm hai cáo buộc bổ sung vì vi phạm luật truyền thông và ý định kích động náo động trong dân chúng vào ngày 1 tháng Ba, và một cáo buộc khác vì vi phạm Đạo luật Bí mật Chính thức (đạo luật bảo vệ bí mật quốc gia) vào ngày 1 tháng Tư